# 朗宁郡
朗宁郡，中国唐朝时设置的郡。
天宝元年（742年），以邕州改置，治所在宣化县（今广西壮族自治区南宁市南、郁江南岸）。辖境相当今右江中下游及邕江流域一带。下辖宣化县、武缘县（今南宁市邕宁区伶俐镇）、封陵县（今南宁市邕宁区百济乡）、如和县（今南宁市良庆区延安镇那悌村）、思笼县（今崇左市板利乡）、朗宁县（今隆安县）、晋兴县（今武鸣县）。乾元元年（758年），复为邕州。
朗宁郡太守
- 独孤某（751年）